# Pontiska bergen
Pontiska bergen är en bergskedja i Mindre Asien, ett av områdets norra randberg som sträcker sig utmed Svarta havet ungefär från georgiska gränsen och ända fram till Bosporen.
Höjden är störst i öster, där Kaçkar Dağı når 3 937 meter över havet. Nordsluttningen har en rik skogsvegetation.